# Карасинское сельское поселение (Татарстан)
Карасинское се́льское поселе́ние — муниципальное образование в Аксубаевском районе Татарстана Российской Федерации.
Административный центр — деревня Караса

## История
Статус и границы сельского поселения установлены Законом Республики Татарстан от 31 января 2005 года № 24-ЗРТ «Об установлении границ территорий и статусе муниципального образования "Аксубаевский муниципальный район" и муниципальных образований в его составе»

## Население
| 2010 | 2011 | 2012 | 2013 | 2014 | 2015 | 2016 |
| ---- | ---- | ---- | ---- | ---- | ---- | ---- |
| 550  | ↘548 | ↘539 | ↘515 | ↘482 | ↘469 | ↘464 |
| 2017 | 2018 | 2019 | 2020 |      |      |      |
| ↘454 | ↘438 | ↘420 | ↘415 |      |      |      |

## Состав сельского поселения
| № | Населённый пункт | Тип населённого пункта          | Население |
| - | ---------------- | ------------------------------- | --------- |
| 1 | Караса           | деревня, административный центр | ↘414      |